# Rhinosardinia amazonica
Rhinosardinia amazonica är en fiskart som först beskrevs av Steindachner, 1879.  Rhinosardinia amazonica ingår i släktet Rhinosardinia och familjen sillfiskar. Inga underarter finns listade i Catalogue of Life.